# Cai Samana
Cai Samana (Samana Cay) és una illa petita (45 km²) de les Bahames actualment deshabitada. Alguns investigadors creuen que va ser ell lloc on realment Cristòfor Colom va desembarcar el dia 12 d'octubre de 1492.
Els nadius de l'illa on va desembarcar Cristòfor Colom, en aquella data, l'anomenaven Guanahani. El Cai Samana va ser proposat com l'autèntica illa Guanahani per Gustavus Fox el 1882, però la teoria dominant durant la major part del segle XX donava a l'illa Watling (actualment i oficialment Illa San Salvador) com el lloc on va ocórrer l'esdeveniment històric. Tanmateix el 1986 Joseph Judge de la revista de la National Geographic va fer nous càlculs basats en els registres de Cristòfor Colom i va declarar el Cai Samana com la ubicació correcta. Cal dir que aquesta identificació de Judge resta controvertida.
Samana tenia població permanent durant la primera meitat del segle XX i en queden runes, però actualment no està habitada, encara que els resident de l'illa veïna de Acklins la visiten ocasionalment per recollir escorça de la planta anomenada cascarilla (Croton eluteria).